# ليلي بونس
ليلي بونس (بالفرنسية: Lily Pons)‏ هي مغنية أوبرا ومغنية وممثلة أمريكية وفرنسية، ولدت في 12 أبريل 1898 في فرنسا، وتوفيت في 13 فبراير 1976 بدالاس في الولايات المتحدة بسبب سرطان البنكرياس.

## وصلات خارجية
- ليلي بونس على موقع IMDb (الإنجليزية)
- ليلي بونس على موقع الموسوعة البريطانية (الإنجليزية)
- ليلي بونس على موقع روتن توميتوز (الإنجليزية)
- ليلي بونس على موقع ميوزك برينز (الإنجليزية)
- ليلي بونس على موقع تيرنر كلاسيك موفيز (الإنجليزية)
- ليلي بونس على موقع أول موفي (الإنجليزية)
- ليلي بونس على موقع قاعدة بيانات الأفلام السويدية (السويدية)
- ليلي بونس على موقع إن إن دي بي (الإنجليزية)
- ليلي بونس على موقع أول ميوزيك (الإنجليزية)
- ليلي بونس على موقع ديسكوغز (الإنجليزية)